# Dimitrovgrad, Serbien

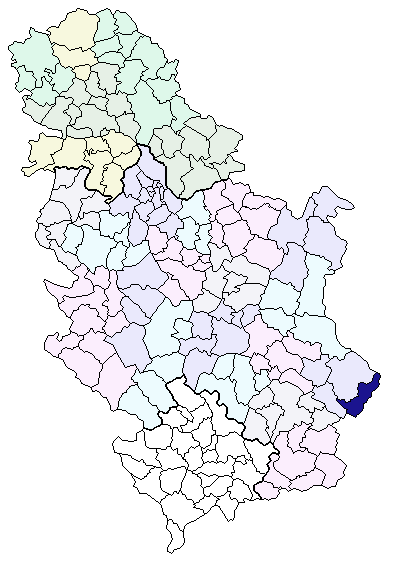
Dimitrovgrad i Serbien.

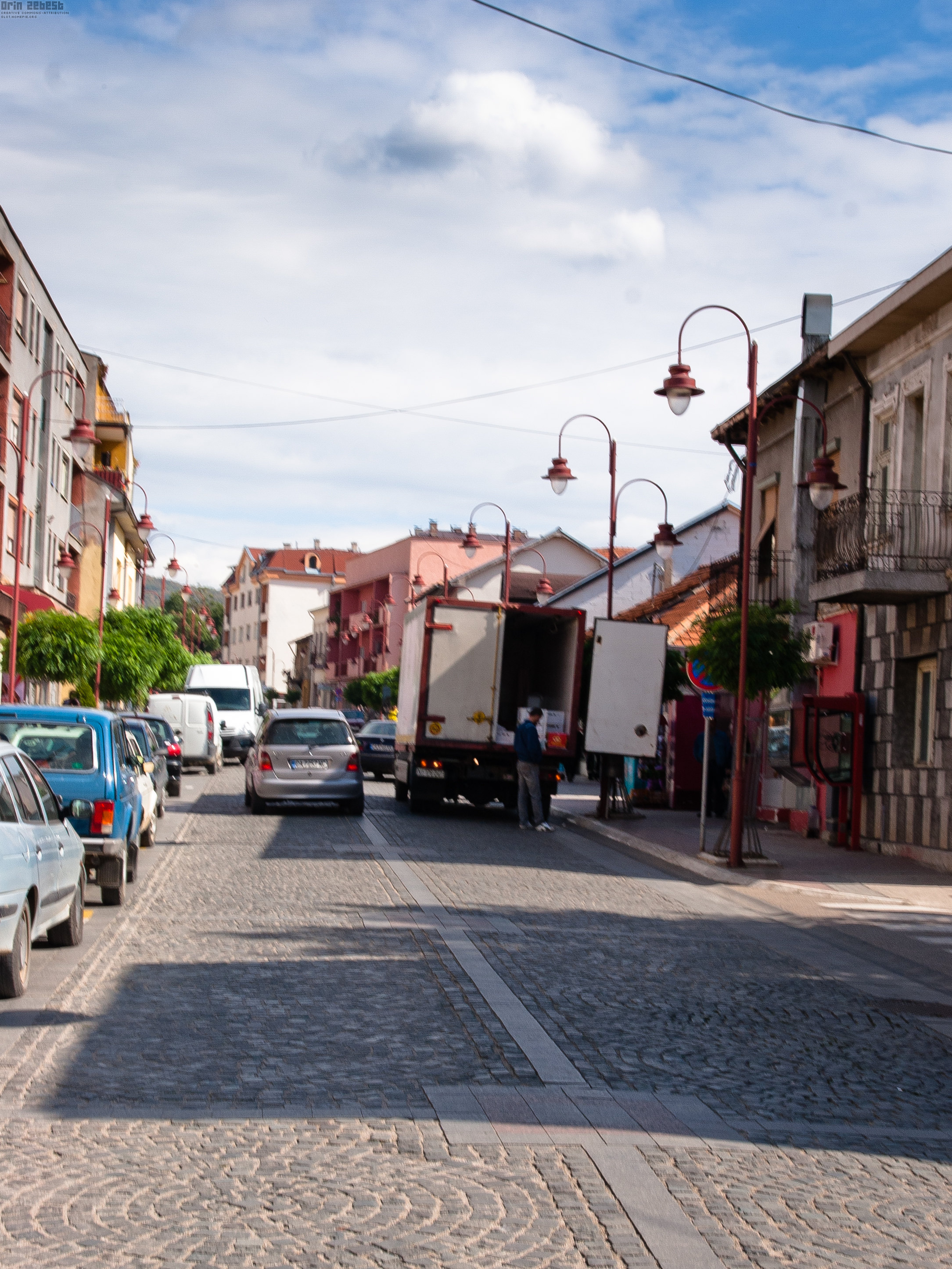
Gata i Dimitrovgrad

Dimitrovgrad (kyrilliska: Димитровград, tidigare Caribrod/Цариброд) är en stad i sydöstra Serbien belägen vid bulgariska gränsen, ca 80 km öster om staden Niš. Dimitrovgrad har 7 000 invånare (kommunen har 12 000). De flesta av invånarna är bulgarer (49,7%), därefter serber (25,6%).
Staden ligger utmed vägen Via Militaris. Senare, under det Osmanska riket, hette vägen Carski Drum (tsarens väg). Idag heter den kort och gott E80 och den serbiska delen av vägen är numera utbyggd till motorväg.